# A Super Fêmea
A Super Fêmea é um filme brasileiro de 1973, do gênero comédia erótica, dirigido e escrito por Anibal Massaini Neto, e com roteiro de Lauro César Muniz, Alexandre Pires e Adriano Stuart.

## Sinopse
Bela modelo é contratada para fazer a campanha de uma pílula contraceptiva para homens. O problema será conquistar a confiança do público alvo, uma vez que todos desconfiam que o tal produto pode causar impotência.

## Elenco
- Vera Fischer .... Eva (Super-Fêmea)
- Perry Salles .... Onan Della Mano
- Walter Stuart .... Oscar Mizinhas
- Adoniran Barbosa .... Ernesto
- John Herbert .... Leão Maia
- Geórgia Gomide .... Betty
- Sérgio Hingst .... A.B.C.D.
- Renato Restier .... Leão Maia
- Sílvio de Abreu .... Contato da Agência
- Ivete Bonfá .... Orientadora do Concurso
- Clemente Viscaíno .... Maquiador
- Décio Piccinini .... Apresentador de TV
- Older Cazarré .... Fotógrafo da Agência
- Paulo Hesse .... Repórter Giba Um

## Recepção
Marina Paulista em sua crítica para o Papo de Cinema disse que o "humor sujo, as piadinhas, os trocadilhos e a nudez feminina. Todas as marcas da pornochanchada estão presentes em A Super Fêmea. (...) Mesmo com alguns momentos genuinamente engraçados, (...) fica evidente ao público atual que o humor de 1973 não envelheceu tão bem. É complicado entrar nessa questão sem cair no anacronismo, já que muito da comédia se baseia em coisas que hoje seriam ofensivas."